# Mo Yan
Mo Yan (født 17. februar 1955) er en kinesisk forfatter. Han har siden 1986 udgivet en lang række bøger bl.a. De røde marker (1993), Det røde felt (1997) og Hvidløgsballaderne (2001). I 2012 modtog han Nobelprisen i litteratur.